# Tibellus chaturshingi
Tibellus chaturshingi là một loài nhện trong họ Philodromidae.
Loài này thuộc chi Tibellus. Tibellus chaturshingi được Benoy Krishna Tikader miêu tả năm 1962.